# Pokrzywnica (Jędrzejów)
Pour les articles homonymes, voir Pokrzywnica.
Pokrzywnica est une localité polonaise de la gmina de Wodzisław, située dans le powiat de Jędrzejów en voïvodie de Sainte-Croix.